# Guillaume Fitz Osbern
Guillaume de Crépon dit Fitz Osbern (vers 1027 – 20 ou 21 février 1071), seigneur de Breteuil et de Cormeilles et 1er comte d'Hereford, fut l'un des plus proches compagnons du duc de Normandie Guillaume le Conquérant.
La confiance que lui octroya ce dernier lui permit de devenir l'un des principaux personnages du duché et, après la conquête normande de 1066, d'Angleterre.

## Biographie

### Un descendant de la famille de Crépon
Sa position importante à la cour ducale tient déjà au prestige de sa parentèle. Il est le petit-neveu de Gunnor, la seconde épouse de Richard Ier de Normandie, et le fils d'Osbern de Crépon, sénéchal de Normandie.
Vers 1040, donc durant la minorité du duc Guillaume le Bâtard (Nothus) (qui deviendra Guillaume le Conquérant), son père est tué en protégeant ce dernier d'une tentative d'assassinat. Guillaume, qui a à peu près le même âge que le duc, est donc élevé auprès de lui. Ils deviennent de très proches amis. Son intégration à l'entourage ducal est manifeste à partir de la fin des années 1040. « Le fils d'Osbern appartient au cercle restreint des magnats sur lequel Guillaume le Conquérant va s'appuyer pour gouverner le duché au lendemain de sa victoire du Val-ès-Dunes (1047) ». Il reprend la fonction de sénéchal occupée par son père.

### Un puissant baron normand
L'historien Pierre Bauduin place Guillaume parmi les magnats normands les plus fortunés de son temps. L'origine de sa richesse foncière reste encore incertaine : s'il a bien entendu hérité de son père, il hérite aussi des vastes possessions de son oncle, l'évêque Hugues II de Bayeux, qui avaient appartenu au comte Raoul d'Ivry.
Guillaume détient l'honneur de Breteuil, un ensemble de fiefs dispersés, dans le pays d'Ouche (Breteuil-sur-Iton, Glos-la-Ferrière, La Neuve-Lyre, etc.), dans les vallées de l'Andelle (Pont-Saint-Pierre) et de l'Eure (Pacy-sur-Eure) et ailleurs ; et dont le cœur se situe dans le sud-est du duché. Il essaie de développer économiquement Breteuil en lui accordant des privilèges importants. Il a aussi la garde du château ducal de Breteuil construit vers 1054. Par conséquent, c'est un point d'appui indispensable pour le duc dans cette marche de l'Évrecin où les barons sont souvent opposés (les Géré, les Tosny...). Impliqué dans le processus de pacification de cette région, il épouse Adelize, la fille de Roger Ier de Tosny, qui sert de « monnaie d'échange » entre les Tosny et les Crépon. C. P. Lewis situe leur mariage aux alentours de 1049.
Guillaume Fitz Osbern est aussi un point d'appui au sud du duché face aux attaques du roi de France et du comte de Blois-Chartres. Imitant l'usage carolingien, au milieu des années 1060, il se désigne par le titre « comte du palais » dans les actes ducaux.

### Un rôle décisif dans la conquête de l'Angleterre
Selon l'historiographe Guillaume de Jumièges, c'est lui qui convainc les barons normands de la faisabilité de la conquête de l'Angleterre lors du concile de Lillebonne, et les persuade de fournir le soutien logistique nécessaire à la réussite de l'expédition. Il promet d'ailleurs de fournir soixante navires pour la traversée de la Manche (le bois ne manquant pas dans son domaine). Selon Wace, lors de la bataille décisive d'Hastings contre le roi anglo-saxon Harold, en 1066, Guillaume Fitz Osbern commande l'aile droite de l'armée normande.
Le duc et nouveau roi d'Angleterre Guillaume le Conquérant récompense généreusement son fidèle ami. Il le met à la tête de vastes territoires dont l'île de Wight, les domaines royaux du Herefordshire et du Gloucestershire, de nombreuses seigneuries dans ces deux comtés plus l'Oxfordshire, et d'autres dans le Berkshire, Dorset, le Wiltshire et le Worcestershire. Il lui donne certainement le titre de comte en 1067. Les historiens lui ont souvent attribué le titre de « comte de Hereford » ou « comte palatin », mais il n'était ni l'un ni l'autre. Son titre de comte était personnel, à la manière anglo-saxonne, et ne correspondait pas à un territoire particulier. D'ailleurs, l'autorité résultant de ce titre ne s'étendait pas seulement au Herefordshire (à la frontière du Pays de Galles), mais sur pratiquement tous les comtés du Sud de l'Angleterre où Harold Godwinson avait été comte. Sa base opérationnelle était d'ailleurs à Winchester.
Avec ses possessions anglaises, il est en tout cas le quatrième plus riche seigneur anglo-normand, loin toutefois derrière le demi-frère du duc, Odon de Bayeux. Les revenus annuels produits par ses terres ont été estimés à 1750 livres sterling. Une telle fortune lui permet d'enrichir la dotation des deux abbayes normandes qu'il a fondées avant 1066 : Lyre (vers 1050) et Cormeilles (vers 1060).
Le duc compte sur lui pour dominer une Angleterre rebelle à l'autorité des nouveaux occupants. Quand Guillaume le Conquérant rembarque en mars 1067 pour la Normandie, il laisse l'administration du pays conquis à son demi-frère Odon de Bayeux et à Guillaume Fitz Osbern qui, par leur refus de rendre justice aux Anglais opprimés par les officiers normands, provoquèrent des révoltes qui furent très difficiles à réprimer,. Pour mater les rébellions et contrôler le pays Fitz Osbern et Odon de Bayeux édifient des châteaux-forts à partir desquels d'autres Normands pacifient la région environnante.
Il est impliqué lui-même dans la répression de révoltes anglo-saxonnes à Shrewsbury et Exeter en 1068, et participe un temps à la campagne du Conquérant dans le nord de son royaume en 1069. Pour sécuriser la frontière galloise du Herefordshire, il construit le château en pierre de Chepstow ainsi que d'autres places fortes (notamment Monmouth, Clifford, Berkeley, Wigmore). Avant 1070, il utilise ces châteaux pour s'aventurer dans le Pays de Galles, et il remporte des victoires sur au moins trois rois gallois, ce qui lui permet d'étendre ses possessions dans le Gwent et le Brycheiniog (dit aussi Brecon).
Il a été supposé que c'est sur son conseil que le Conquérant fit fouiller les monastères à la recherche de trésors mis à l'abri par les Anglo-Saxons.

### Une dernière campagne fatale en Flandre
À l'aube de l'an 1071, Guillaume Fitz Osbern revient dans le duché avec pour mission d'assister la reine Mathilde à le gouverner, et tout particulièrement de surveiller les événements en Flandre. L'historiographe Guillaume de Malmesbury interprète ce retour comme une disgrâce. Il mène une petite force (environ 10 hommes) pour aider Arnoul III dit Arnoul le Malheureux, l'héritier mineur du comté de Flandre, contre son oncle Robert le Frison qui s'est emparé du pouvoir. Alors qu'ils vont rejoindre l'armée française déjà présente pour aider le jeune Arnoul, Robert le Frison les surprend dans une embuscade à Cassel entre Dunkerque et Hazebrouck, une bataille s'engage. Guillaume Fitz Osbern est tué au combat le 20 ou le 21 février 1071.
Guillaume le Conquérant perd l'un de ses meilleurs barons mais aussi, selon l'historien François Neveux, son seul ami ou pour le moins son plus fidèle et loyal collaborateur. Il est enterré dans son abbaye de Cormeilles. Son tombeau fut remplacé par un plus moderne, où l'on voyait une statue de Guillaume, des armoiries de sable à un cerf d'or, et cette épitaphe : Cy gist Guillaume Fitz Osbern, comte de Breteuil et de Lincestre, fondateur de céans. Selon Guillaume de Malmesbury, il aurait eu l'intention d'épouser Richilde de Hainaut, la mère d'Arnoul III et de s'emparer de la Flandre, mais cette histoire n'est pas crédible.

### Réputation
Les chroniqueurs médiévaux firent son éloge : Guillaume de Poitiers mit en avant son courage, sa force de caractère et sa sagesse. Il avait acquis cette réputation de générosité pour ses chevaliers en leur distribuant de grandes parties de son trésor, en leur accordant des terres prises à l'Église et autres privilèges. Guillaume de Malmesbury, écrivant un demi-siècle plus tard, rapporte que cette attitude lui était reprochée par le Conquérant. Orderic Vital le considérait comme « le plus brave des Normands », un modèle d'intégrité, de loyauté et de générosité. Le moine chroniqueur rapporte qu'il fut particulièrement regretté par les Normands. Toutefois, Vital désapprouva son attitude contre l'Église, lui reprochant d'avoir conseillé au duc de fouiller les monastères pour s'emparer des trésors, et d'avoir saisi les terres ecclésiastiques pour les donner à ses hommes.

## Familles et descendance
Il épouse Adelize, fille de Roger Ier, seigneur de Tosny, et de Godehilde. Ils eurent pour descendance connue :
- Guillaume († 12 janvier 1103), succéda à son père en Normandie. Seigneur de Breteuil et de Pacy. Il épousa Adeline, fille de Hugues II de Montfort ;
- Roger de Breteuil dit l'Obstiné († après 1087), succéda à son père en Angleterre. Il eut une descendance et fut 2e comte d'Hereford. Il se rebella contre Guillaume le Conquérant en 1075, et fut emprisonné à vie ;
- Emma, épousa Raoul Ier de Gaël, comte d'Est-Anglie en 1075 ;
- Gilbert († 29 août 1112)[9], évêque d'Évreux (1071-1112).

Fils possiblement illégitime : Raoul, devint moine à Cormeilles dès son enfance.
Après 1070, à l'extrême fin de sa vie, il aurait été le troisième mari de Richilde de Hainaut, veuve de Herman de Hainaut et de Baudouin VI, comte de Flandre. Ils eurent un fils, né en 1070 plus tard, connu sous le nom de Godfrey de Crepon Candie, pris dans sa petite enfance et réinstallé en Bourgogne, en Savoie.
Frère : Osbern Fitz Osbern, évêque d'Exeter.